# Бехштедт
Бехштедт (нем. Bechstedt) — община в Германии, в земле Тюрингия. 
Входит в состав района Заальфельд-Рудольштадт. Подчиняется управлению Миттлерес Шварцаталь.  Население составляет 164 человека (на 31 декабря 2010 года). Занимает площадь 3,46 км².